# Virgilio Tramontin
Virgilio Tramontin (San Vito al Tagliamento, 19 maggio 1908 – San Vito al Tagliamento, 4 marzo 2002) è stato un incisore e pittore italiano.

## Biografia
Nasce a San Vito al Tagliamento (PN) il 19 maggio 1908. Dopo gli studi tecnici, frequenta dal 1931 l'Accademia di belle arti di Venezia, seguendo i corsi di pittura di Virgilio Guidi e i corsi di incisione di Emanuele Brugnoli e Giovanni Giuliani. Nel frattempo frequenta lo studio veneziano del maestro di Dardago, Umberto Martina. Ottenuto il diploma accademico nel 1934, comincia ad esporre a Udine e a Venezia, invitato a più riprese alla Esposizione internazionale d'arte di Venezia (la Biennale) dove, nel 1942, tiene una mostra personale.
Per oltre dieci anni svolge attività di insegnamento all'Accademia di belle arti, chiamato da Giuliani nel 1941 a occupare il posto di assistente alla cattedra di incisione. Oltre ad essere incisore e insegnante fu anche pittore e disegnatore. Nel 1944 collabora alla "Academiuta di lenga furlana" e allo "Stroligut" di Pier Paolo Pasolini a Casarsa della Delizia insieme a Federico De Rocco e Domenico Naldini. Negli anni Cinquanta, con gli incisori Giovanni Giuliani, Tranquillo Marangoni, Remo Wolf e altri, e con Giorgio Trentin, è fra i promotori dell'Associazione Incisori Veneti (AIV) che svolge una intensa attività culturale e didattica a favore dell'arte incisoria in Italia e all'estero. Opera anche nel campo dell'ex libris  partecipando a numerosi congressi in tutta Europa. Continua fino agli anni Novanta l'attività di incisore, disegnatore, pittore, dedicandosi prevalentemente all'acquaforte.
Predilige la rappresentazione della natura en plein air, ma realizza anche ritratti, nature morte e soggetti di arte sacra. Espone sue opere incisorie in Italia e nel mondo in più di cinquecento mostre, circa cento di esse sono personali. Nel 1969 ha curato la catalogazione delle opere del pittore sanvitese Federico De Rocco.
Muore a San Vito al Tagliamento il 4 marzo 2002.
Nel 2009 sue opere vengono esposte, con altri quattordici artisti veneti, alla mostra Grafica a Nord Est. Incisori veneto friulani,  in occasione della "rassegna dei massimi incisori operanti nel Triveneto negli ultimi decenni", tenutasi a Pordenone e organizzata in collaborazione con l'Unione degli incisori Veneto-friulani.

## Caratteristiche della produzione artistica
In tutta la sua carriera artistica l'interesse dominante di Virgilio Tramontin è la rappresentazione della natura e del paesaggio (vanno ricordate in particolare le sue amate montagne e gli alberi), ma anche le vedute, nel solco della grande tradizione veneziana, le nature morte e i ritratti.
Per quanto riguarda i paesaggi, il critico Arturo Manzano parla di "una visione naturalistica, sempre aderente al dato del vero, [...] un colloquio dell'artista con la natura che resta intimo, che si svolge con accenti pacati e attenuati, un colloquio riservato e quasi timido".
Giorgio Trentin aggiunge che "l'albero è l'autentico protagonista, il personaggio veramente umano del mondo di Tramontin".
Il critico che ha inteso nel modo più profondo l'opera di Tramontin è Giancarlo Pauletto. Egli, nel 1983, scrive: "appare chiaro che all'artista quel che interessa non è il brano naturalistico nella sua fisicità, nel suo 'colore' [...]; invece quello che attrae Tramontin nel paesaggio è il suo farsi voce dell'interiorità, voce dell'aspirazione ad una quiete, che [...] è, anche in senso laico, religiosità, e raggiunta saggezza umana". Ancora grazie a Pauletto è stato rivalutato un aspetto poco noto dell'artista sanvitese, la dedizione alla pittura: "il suo lavoro di pittore non è stato in alcun modo occasionale o limitato, ma invece costante e impegnato, volto a ottenere attraverso il colore gli stessi risultati lirici di cui dà così alta prova la sua attività di incisore".
La tecnica incisoria prediletta dall'artista è l'acquaforte, a volte ritoccata al bulino o alla puntasecca perché "tracciare un segno con la punta sul morbido e sottile velo di vernice scura che ricopre il rame è uno dei più agevoli modi di disegnare, e la libertà suprema di scorrere in tutti i sensi senza inciampi è una suggestione che rapisce facilmente l'artista" (Virgilio Tramontin, inedito). Egli privilegia la ricerca atmosferico-luministica rispetto a quella documentaria tanto da incidere sempre, nei paesaggi, anche la porzione di lastra occupata dal cielo, seguendo la tradizione degli incisori veneti del XVIII secolo. Ottiene in questo modo paesaggi ariosi, immersi nella luce e nell'atmosfera naturale.

## Mostre postume (lista parziale)
- 2007: Friuli - Virgilio Tramontin, Pordenone, Galleria Sagittaria
- 2009: Grafica a Nord Est. Incisori veneto friulani, (Bruno Barborini, Vittorio Basaglia, Giulio Belluz, Mario Bertolo, Giorgio Bordini, Marcello De Vecchi, Franco Dugo, Lucio Fedrigo, Cesco Magnolato, Luigi Marcon, Giuseppe Onesti, Mario Pauletto, Armando Pizzinato, Gina Roma, Virgilio Tramontin) Pordenone, Associazione culturale La Roggia
- 2013: Virgilio Tramontin, la pittura, Pordenone, Galleria Sagittaria
- 2019: Virgilio Tramontin. Opere su carta, Pordenone, Galleria Sagittaria